# Toros (género televisivo)
Los toros se tratan de un género televisivo deportivo que se encargan de retransmitir las corridas de toros. También retransmite los previos, las post-retransmisiones, los resúmenes y los informativos. Tanto en directo como en diferido.
La duración de la retransmisión en directo o diferido suele ser equiparable a la corrida en sí, entre los 100 y los 140 minutos. Su horario de emisión es de 18 a 20 horas, generalmente en horario previo al pre-time. Su temporalidad coincide con la época taurina, de primavera a comienzos de otoño.
Los informativos taurinos también nacen y desaparecen en consecuencia de la época que se realizan dicho espectáculos, y durante ese tiempo suele colocarse en posiciones estables en la parrilla de programación.
La programación taurina se puede considerar como una programación marginal, pero aquellos canales que los programan mantienen audiencias considerables durante las emisiones. Suelen ser buena materia prima para canales temáticos y/o de pago.